# Wołgodonskoj
Wołgodonskoj (ros. Волгодонской) – osiedle w Rosji, w obwodzie wołgogradzkim, w rejonie kałaczowskim. W 2010 liczyło 1272 mieszkańców.